# Дурышкины
Дурышкины — древний русский дворянский род.

## История рода
Малюта Васильевич сын боярский (1616), клинский городовой дворянин (1629), сотник московских стрельцов (1643), стрелецкий и казачий голова в Яблонове (1646—1647), приказный и воевода в Новосиле (1651), московский дворянин (1658), помещик Боровского уезда. Иван Иванович зубцовский городовой дворянин (1622). Иван Васильевич клинский городовой дворянин (1629), стрелецкий голова (1657), московский дворянин (1671—1677). Фёдор Дурышкин подьячий приказа Большой казны (1643—1647).